# معركة نهر الدم (1838)
معركة نهر الدم وسميت بهذا الاسم نظراً لاصباغ مياه «نهر نكوم» باللون الأحمر. نشبت بين 470 من المهاجرين الهولديين «الفورتريكرز» بقيادة «اندريز بريتوريس»؛ وبين ما يقدر بعشرة آلاف إلى عشرين ألف من مقاتلى الزولو على ضفاف نهر نكوم بتاريخ 16 ديسمبر 1838 في ما يعرف حالياً بـمحافظة كوازولو ناتال (اشتهرت بوفاة الشيخ أحمد ديدات بها)
قدرت الخسائر في صفوف جنود ملك الزولو دِنجَن بـثلاثة آلاف قتيل منهم اثنان من أمرائه. بينما خسائر التريكرز اقتصرت على ثلاثة مصابين بجروحٍ طفيفة (أحدهم القائد أندريز).
جنوب أفريقيا
كان من نتائج معركة نهر الدم أنَّ في عام 1840 هُزِمَ الملكُ دِنْجَنْ على يد الأميرِ «مباند» الذي تُوِّجَ ملكاً جديداً على مملكة الزولو.